# سایکلوکازمیا
سایکلوکازمیا (نام علمی: Cyclocosmia) نام یک سرده از تیره عنکبوت‌های دریچه‌ساز است. در این نوع جنس از عنکبوت شکم بسیار کوتاه است و به دم منتهی می‌شود، که دم مانند یک صفحهٔ سخت و دارای خطوط دندانه و شیارها و طرحی در مرکز آن همچون یک سکه می‌باشد. این عنکبوت‌ها در زمان تهدید، ورودی لانه‌هایشان را که عمقی در حدود ۷ تا ۱۵ سانتی‌متر دارد، با دم خود مسدود می‌کنند، که به این پدیده فراگموزیس می‌گویند. در لبهٔ صفحهٔ دم، خطوطی عمودی به‌صورت دایره‌وار در اطراف طرح مرکزی وجود دارند.

## نگارخانه

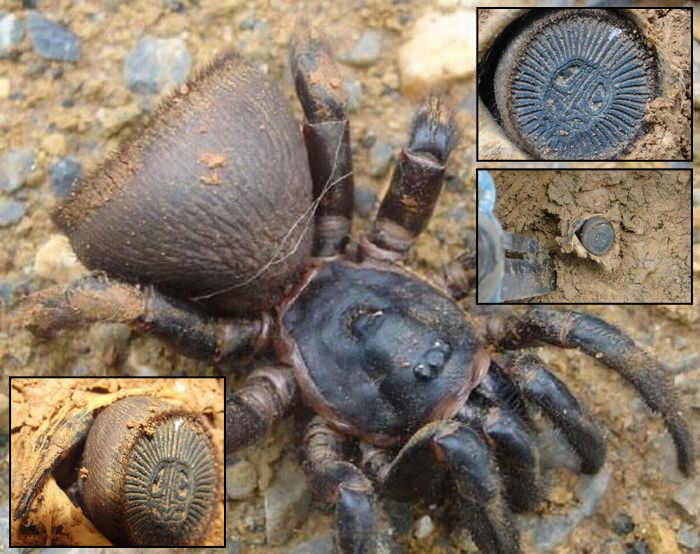
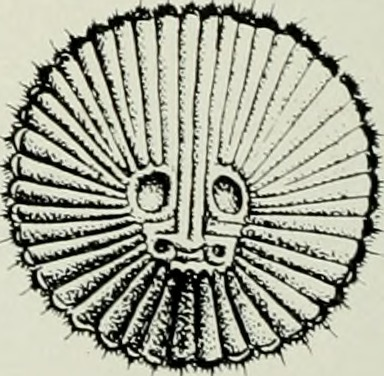
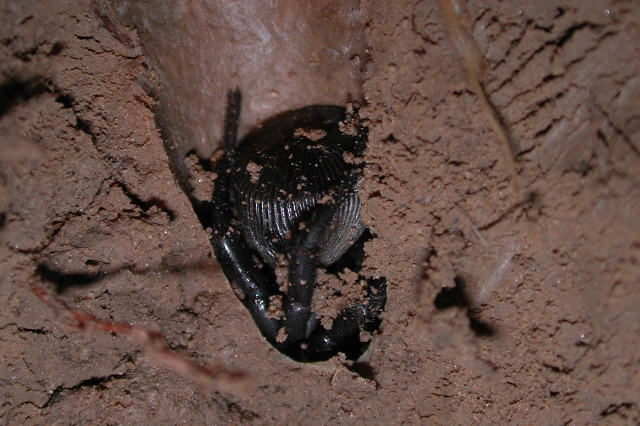